# Tập đoàn Giáo dục EQuest
Tập đoàn Giáo dục EQuest (EQuest) là một tổ chức giáo dục tư nhân tại Việt Nam với các đơn vị thành viên được tổ chức trong 3 khối: Khối Giáo dục Phổ thông (K12); Khối Đại học và Cao đẳng dạy nghề (C&U); Khối Công nghệ Giáo dục và Trung tâm Anh ngữ (Edtech - ESL). 
EQuest có hơn 30 cơ sở giáo dục trên cả nước; hơn 4.300 giáo viên và cán bộ, nhân viên; 158.000 học sinh, sinh viên theo học mỗi năm tại các đơn vị thành viên.
EQuest đã kêu gọi vốn nước ngoài thành công từ 02 quỹ đầu tư là KKR (Mỹ) vào tháng 6/2021  và TAEL Partners (Singapore) năm 2016 . 
Tháng 7/2022 EQuest chính thức được Tổ chức Kiểm định Cognia (Hoa Kỳ) công nhận đạt kiểm định chất lượng toàn diện.

## Lịch sử hình thành và phát triển

### Quá trình hình thành
Tiền thân của EQuest là EQuest Academy thành lập năm 2003 tại Hà Nội, cung cấp các dịch vụ trọn gói cho du học Mỹ, bao gồm luyện tiếng Anh theo các chứng chỉ quốc tế TOEFL, IELTS, luyện SAT, các kỹ năng mềm, chuẩn bị hồ sơ du học, tìm trường, tìm học bổng,...
Năm 2007, EQuest Academy mở cơ sở đầu tiên tại Thành phố Hồ Chí Minh và chuyển trọng tâm hoạt động vào khu vực phía Nam.
Quý 4/2013, EQuest mua lại cổ phần của quỹ đầu tư nước ngoài trong Tổ chức Giáo dục Hoa Kỳ. (Institution of American Education - IAE) Sau sáp nhập, các đơn vị thành viên đã được tái cấu trúc và hoạt động dưới pháp nhân IAE. Tháng 11/2019, IAE chuyển đổi thương hiệu thành Tổ chức Giáo dục EQuest (EQuest Group) với mục tiêu trọng tâm là thúc đẩy chuyển đổi số trong giáo dục và phát triển các sản phẩm công nghệ giáo dục (Edtech).

### Các cột mốc chính
- Tháng 9/2003: Thành lập EQuest Academy chuyên tư vấn du học và luyện thi chứng chỉ quốc tế (TOEFL, SAT, GMAT, GRE, v.v.).
- Tháng 5/2012: Thành lập Công ty Công nghệ Giáo dục iSMART Education.
- Tháng 12/2013: Đầu tư vào Hệ thống Anh ngữ Việt Mỹ VATC, Trường Cao đẳng Việt Mỹ và Đại học Broward Việt Nam - phân hiệu duy nhất của Đại học Broward tại Việt Nam ở thời điểm đó và đến hiện nay (2022).
- Tháng 6/2016: Đầu tư vào Trường Trung cấp Bách khoa Sài Gòn. Đồng thời, iSMART có giấy phép hoạt động tại Hà Nội và Thành phố Hồ Chí Minh.
- Tháng 10/2016: TAEL Partners – quỹ đầu tư cổ phần tư nhân hàng đầu Đông Nam Á trở thành nhà đầu tư Series A của EQuest. [5]
- Tháng 3/2017: Chính thức đổi tên EQuest Academy (thành lập 2003) thành IvyPrep Education.
- Tháng 4/2018: Đầu tư vào Đại học Phú Xuân.
- Tháng 6/2018: Đầu tư vào Hệ thống Giáo dục Alpha School. [6]
- Tháng 11/2018: Đầu tư vào Hệ thống Trường liên cấp Newton. [7]
- Tháng 1/2019: Đầu tư vào Hệ thống Giáo dục Thực nghiệm Victory. [8]
- Tháng 8/2019: iSMART Education được cấp phép hoạt động tại 14 tỉnh và thành phố.
- Tháng 10/2019: Nền tảng công nghệ 789.vn trở thành thành viên của EQuest Group.[9]
- Tháng 11/2019: Đổi tên từ IAE thành Tập đoàn Giáo dục EQuest. Thành lập Viện Tài năng Quốc tế iTD chuyên đào tạo giáo viên và tổ chức khảo thí quốc tế.
- Tháng 12/2019: Đầu tư vào Trường THPT Victory tại Thành phố Hồ Chí Minh (trước đây là Trường THPT Đông Đô).
- Tháng 1/2020: Đầu tư vào trường Cao đẳng Kinh tế Kỹ thuật Hà Nội [10], nay là Trường Cao đẳng Việt Mỹ Hà Nội.
- Tháng 4/2020: Hợp tác chiến lược với Trường Phổ thông Mỹ trực tuyến Ivy Global School.
- Tháng 5/2021: Đầu tư vào Trường St. Nicholas Đà Nẵng[11] và đầu tư kiểm soát tại Trường Tiểu học Công nghệ Giáo dục Hà Nội.
- Tháng 6/2021: KKR đầu tư 100 triệu đô la Mỹ vào EQuest [12].
- Tháng 5/2022: Đầu tư vào Tiểu học – THCS – THPT Happy School (Vũng Tàu).
- Tháng 6/2022: EQuest và 8 đơn vị thành viên đạt kiểm định chất lượng giáo dục toàn diện bởi Cognia (Hoa Kỳ) [13].
- Tháng 12/2022: EQuest trở thành cổ đông chủ chốt và tham gia vận hành Hệ thống trường Quốc tế Canda (Tp.HCM)[14].

## Lĩnh vực hoạt động
Tập đoàn Giáo dục EQuest có 3 khối hoạt động với các dòng sản phẩm – dịch vụ giáo dục chính là:
Khối Giáo dục Phổ thông gồm các trường: 
- Hệ thống Trường liên cấp Newton (Hà Nội, Vĩnh Phúc)
- Hệ thống Giáo dục Alpha School (Hà Nội)
- Hệ thống Giáo dục Thực nghiệm Victory (Hà Nội)
- Hệ thống Giáo dục Ngôi sao Hà Nội (Hà Nội)
- Trường Tiểu học Công nghệ Giáo dục Hà Nội (Hà Nội)
- Trường St. Nicholas (Đà Nẵng)
- Trường Quốc tế Canada (Tp.HCM)
- Sedbergh Vietnam - BCIS (Tp.HCM)
- Sedbergh Vietnam - CVK (Tp.HCM)
- Trường Einstein School (Tp.HCM)
- Trường Tiểu học – THCS – THPT Happy School (Vũng Tàu)
- Trường THPT Chiến Thắng (Victory) (Tp.HCM)

Các trường phổ thông trong hệ thống của EQuest tổ chức giảng dạy các chương trình giáo dục quốc tế được kiểm định  song song với chương trình của Bộ Giáo dục và Đào tạo Việt Nam, mang đặc trưng văn hoá riêng từng trường.
EQuest hiện đang triển khai hợp tác với các nhà đầu tư bất động sản trong việc xây dựng và vận hành các trường học theo các mô hình sẵn có của EQuest.
Khối Đại học và Cao đẳng dạy nghề gồm các trường:
- Cao đẳng Việt Mỹ (Tp.HCM, Hà Nội, Cần Thơ)
- Trung cấp Bách khoa Sài Gòn (Tp.HCM)
- Trường Đại học Phú Xuân (Huế)
- Đại học Broward (Tp.HCM, Hà Nội)
- Trường Kinh Doanh Sài Gòn (Tp.HCM)

Các chương trình đào tạo đại học, cao đẳng của EQuest mang tính ứng dụng thực tiễn, đáp ứng nhu cầu trong hiện tại và tương lai về những ngành nghề và kỹ năng mà xã hội, thế mạnh là lĩnh vực công nghệ thông tin và kinh doanh. Sinh viên tại EQuest sẽ học tập song song với thực hành theo chương trình kiến tập, thực tập tại các doanh nghiệp liên kết, giúp sinh viên nắm bắt thực tiễn và khả năng tìm được việc làm sau khi tốt nghiệp.   
Khối Công nghệ Giáo dục và Trung tâm Anh ngữ: Được tổ chức thành công ty mẹ Blue Whale với thành viên là các công ty iSMART Education, IvyPrep Education, MegaEdu và Blue Ocean.  
iSMART Education cung cấp các chương trình học tiếng Anh thông qua Toán học và Khoa học cho hơn 80.000 học sinh tại gần 400 trường tiểu học và trung học cơ sở thuộc cả khối công lập và tư thục tại 19 tỉnh và thành phố. Việc dạy và học được tiến hành dưới hai hình thức trực tiếp và trực tuyến. iDIGI – phần mềm chứa các bài học kỹ thuật số của iSMART đã được tặng Giải thưởng Sao Khuê 2020 cho sản phẩm công nghệ nổi bật ngành Giáo dục và Đào tạo.
IvyPrep đã hoạt động trong việc triển khai mô hình testprep thuộc lĩnh vực Đào tạo tiếng Anh học thuật và Tư vấn học bổng du học tại Việt Nam hơn 18 năm. 
MegaEdu cung cấp (1) Các giải pháp Đánh giá và Kiểm tra năng lực học sinh trực tuyến, (2) Hệ thống quản trị nội dung số và dạy học dành cho các chương trình giảng dạy thuộc nhóm K-12 tại Việt Nam, (3) Hệ thống quản lý trường học và tổ chức giáo dục. Tính đến năm 2022, đã có hơn 400.000 học sinh và 80.000 giáo viên tại Việt Nam sử dụng giải pháp học tập của MegaEdu.   
Blue Ocean được thành lập vào năm 2021 (tiền thân là Trung tâm Công nghệ của iSMART Education) là trung tâm phát triển công nghệ các hệ thống quản lý tổ chức, quản trị quan hệ khách hàng, hệ thống quản lý nội dung học tập, nền tảng học tập trực tuyến, bài giảng kỹ thuật số và tài liệu học tập.

## Văn hoá Doanh nghiệp
Trong tuyên bố chính thức, EQuest coi việc quản trị tài năng là chìa khoá thành công. Nhân sự cao cấp của EQuest là các vị trí làm việc cao cấp trong khối chính phủ, tư nhân và công ty đa quốc gia. Tuy nhiên, EQuest có chính sách chặt chẽ buộc nhân sự ở mọi cấp phải học tập liên tục để nâng cao kỹ năng và trình độ.
Văn hoá EQuest công bố có các nét chính:
- Xây dựng môi trường làm việc cởi mở, bình đẳng, khích lệ tranh luận.
- Trọng dụng nhân tài và chính sách đãi ngộ bao gồm lương cạnh tranh và cổ phần ưu đãi.
- Đề cao tinh thần trách nhiệm, dám nghĩ dám làm và thực hiện phân quyền triệt để.
- Đề cao sự thống nhất trong đa dạng.